# آبشار سان رافائل
آبشار سان رافائل (به اسپانیایی: San Rafael Falls) یک آبشار در اکوادور است که در استان ناپو واقع شده‌است.